# Ciepielów

Ciepielóws vapen.

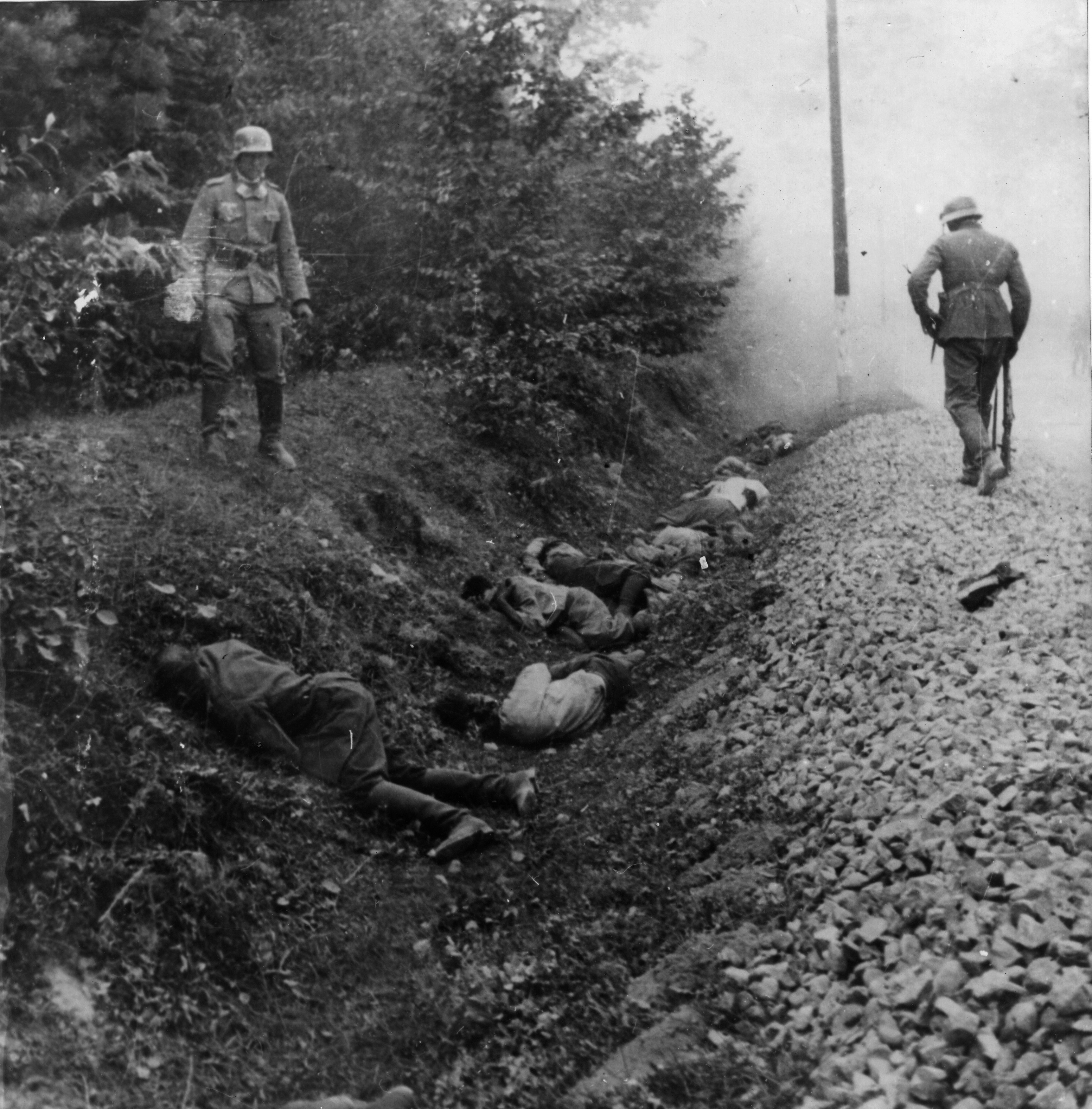
Fotografi från massakern i Ciepielów.

Ciepielów är en by i Masoviens vojvodskap i östra Polen. Under Tysklands fälttåg mot Polen i september 1939 mördades mellan 250 och 300 polska soldater i Ciepielów.